# WebM
WebM – format wideo powstały z inicjatywy Google, przeznaczony do zastosowań internetowych, wydany 18 maja 2010. Specyfikacja przewiduje stosowanie go na stronach WWW z wykorzystaniem znacznika video (HTML5).
Format WebM opiera się na kodeku wideo On2 VP8, kodeku dźwięku Vorbis i uproszczonym kontenerze Matroska. WebM jest otwarty i darmowy, jego specyfikacja jest dostępna na licencji Creative Commons Uznanie autorstwa 3.0 Unported, a kod źródłowy na 3-klauzulowej licencji BSD. Dodatkowo Google udziela licencji na swoje patenty na oprogramowanie, które dotyczą kodeka wideo.
FFmpeg może kodować i dekodować wideo kodekiem VP8, wersja 0.6 obsługuje libvpx, jest zgodna z WebM.
Utworzono wersję graficznego interfejsu użytkownika dla wersji obsługiwanej z wiersza poleceń, Avanti ułatwia proces kodowania, miksowania plików do formatu WebM.

## Wsparcie
Już w dniu premiery zaprezentowano eksperymentalne wersje przeglądarek Google Chrome,
Firefox i Opera, które obsługiwały nowy format.
Obecnie do stabilnych przeglądarek z obsługą WebM należą Chrome od wersji 6.0, Firefox od wersji 4.0 oraz Opera od wersji 10.60. Wsparcie dla formatu w systemie Android jest dostępne od wersji 2.3.7. Pojawiła się też implementacja formatu WebM w serwisie YouTube.
Spośród odtwarzaczy multimedialnych wsparcie dla formatu WebM ogłosiły VLC, Miro, Moovida i Winamp. MPlayer potrafi odtworzyć pliki WebM po dodaniu biblioteki libvpx.
Firma Microsoft stwierdziła, że Internet Explorer 9, o ile nie zainstaluje się specjalnego oprogramowania, nie będzie w stanie odtworzyć nowego formatu.